# Nómada digital
Un nómada digital es un profesional que usa las nuevas tecnologías para trabajar, y que lleva a cabo un estilo de vida nómada. Por lo general, los nómadas digitales trabajan de forma remota (desde casa, cafeterías o bibliotecas públicas) en lugar de hacerlo en un lugar de trabajo fijo.

## Descripción
El nomadismo digitall es a la vez un movimiento y un proceso socioeconómico y laboral del siglo XXI, aun en su fase inicial, que supone una fuerte liberación del profesional respecto a sus barreras geográficas, rutinas y horarios fijos. Suele también contribuir a la ruptura de las jerarquías y estructuras laborales tradicionales.
Un nómada digital acostumbra a vivir un estilo de vida basado en una gran libertad geográfica, viviendo donde quiera por el tiempo que quiera. Aunque viaja mucho o vive en lugares distintos, no es un viajero tradicional, pues su trabajo siempre lo acompaña.
Entre las motivaciones más frecuentes para adoptar este estilo de vida nómada, podemos hablar de una mayor calidad de vida, la opción de poder pasar más tiempo con la familia, flexibilidad geográfica, elegir vivir en climas más amables, disfrutar de viajes a largo plazo y ser dueño de su tiempo.
Sin embargo, precisamente esa independencia geográfica supone para el nómada digital una serie de nuevos retos, como la falta de separación clara entre el tiempo de trabajo y el tiempo de ocio, la dificultad para mantener una conexión fiable a Internet y la dificultad para mantener contacto con familiares y amigos. Desplazarse por distintos países puede suponer, además, adaptarse a la legislación, zona horaria e incluso al idioma de cada país, así como tener que conseguir visa de trabajo o mantener un seguro de salud de ámbito internacional.
En los últimos años han comenzado a aparecer visas para nómadas digitales y permisos de residencia destinados específicamente a nómadas digitales. Existen ya decenas de países que los ofrecen y si bien los requisitos varían de país en país todos ofrecen al nómada digital residir por entre 6 meses y 1 año, algunos incluso más y regímenes impositivos muy favorables o incluso libres de impuestos en el país.

## Herramientas y espacios de trabajo
Los nómadas digitales utilizan las tecnologías de comunicación, sobre todo Internet y aplicaciones de software, de las cuales dependen para cumplir sus objetivos laborales. Sus herramientas de trabajo indispensables son los ordenadores portátiles, smartphones y tablets; para muchos también los equipos fotográficos y de vídeo.
Habitualmente trabajan desde espacios de coworking, cafés, librerías o bibliotecas públicas y desde home offices. Lugares con buena conexión a Internet, que habitualmente forman parte de un coliving, donde se alojan.

## Tipos de nómadas y profesiones más comunes
Hay tres tipos de perfiles en los cuales un nómada digital se encaja:
- Empleado remoto;
- Autoempleado,
- Freelancer;
- Empresario y/o emprendedor.

Refiriéndonos a profesiones, una persona puede volverse nómada digital en cuanto su profesión o fuentes de ingresos le permitan hacerlo desde cualquier ubicación. Las actividades más comunes están relacionadas con las nuevas tecnologías de la información, el mercadeo digital, la producción y difusión de contenidos digitales y también funciones de consultoría en diversas áreas, funciones comerciales y de ventas. 
A menudo un nómada digital trabaja como: 
- Desarrollador de software,
- Diseñador web,
- Experto en SEO,
- Creador de contenido,
- Community manager,
- Asistente virtual,
- Fotógrafo,
- Marketer,
- Trader,
- Copywriter,
- Productor de vídeo,
- Bloguero profesional,
- Consultor fiscal,
- Consultor contable
- Abogado,
- Profesor de inglés,
- Traductor, entre muchas otras opciones.

## Popularidad

### Destinos populares
Ciertos destinos se encuentran entre los lugares más populares para los nómadas digitales, incluidos Chiang Mai, Lisboa, Medellín y Ciudad de México. Canarias es uno de los destinos europeos preferidos para quienes han optado por esta modalidad de trabajo. Ahora, varios países del mundo proponen visas para nómadas digitales.
Bali, Indonesia, es un ejemplo perfecto de un destino popular debido a su bajo costo de vida y su calidad de vida razonablemente alta. Por ejemplo, la ciudad de Ubud en Bali se hizo popular entre los nómadas digitales después de la instalación de comunicaciones por fibra óptica para el acceso a Internet. También hay una petición para que se presente una visa de nómada digital al gobierno de Indonesia, firmada por más de 2000 personas y dirigida por el asesor de redes sociales Olumide Gbenro.
Otra opción popular entre los nómadas digitales es Chipre: un estado europeo con impuestos bajos, un proceso rápido de creación de empresas y hermosos paisajes, la isla de Chipre tiene una comunidad nómada en crecimiento.
En Buenos Aires, la gran cantidad de nómadas digitales provocó una crisis inmobiliaria, debido al aumento de los costos de alquiler por parte de las empresas inmobiliarias al recibir a extranjeros de mayor poder adquisitivo.